# Championnat de Finlande de football américain
Le Championnat de Finlande de football américain est une compétition sportive réunissant l'ensemble des clubs finlandais de football américain.  
La compétition existe depuis 1980 et est organisée par l'Association finlandaise de football de Finlande ou SAJL  (Suomen Amerikkalaisen Jalkapallon Litto en finnois).

## Organisation
Depuis 2014, l'ensemble des équipes finnoises de football américain sont réparties dans cinq championnats :
- La division Élite constituée de 6 à 8 équipes. La finale est dénommée le Vaahteramalja (Maple Bowl -en anglais-, ou Coupe Erable -en français-). Possibilité de relégation en fin de championnat.
- La 1re division constituée normalement de 6 équipes. La finale est dénommée le Spagettimalja (Coupe Spaghetti). Possibilité de promotion en division Élite avec système de relégation.
- La 2e division constituée de 8 équipes. La finale est dénommée le Rautamalja  (Iron Bowl -en anglais-). Possibilité de promotion en 1re division mais pas de système de relégation systématique.
- La 3e division constituée de 7 équipes en 2017. La finale est dénommée le Tinamalja (Tin Bowl -en anglais-). Possibilité de promotion en 1re division mais pas de système de relégation puisqu'il s'agit du niveau le plus bas.
- La 4e division constituée d'équipes débutantes ou réserves et évoluant à 7 joueurs. Leur nombre varie d'année en année. Il n'y a ni système de promotion ou de relégation.

Vu les conditions météorologiques spécifiques à la Finlande, les championnats se déroulent en été, généralement du mois de mai au mois de septembre. 
Pour le Division Élite, la saison régulière (matchs aller-retour) qualifiant quatre équipes pour la phase de playoffs avec élimination directe. La saison se termine par la finale nationale , le Vaahteramalja.

## Équipes de la Division Élite 2024
- Roosters d'Helsinki
- Steelers de Kuopio
- Royals de Vaasa
- Butchers de Porvoo
- Crocodiles de Seinäjoki
- United Newland Crusaders
- Helsinki Wolverines

## Palmarès
| Dates | Éditions | Vainqueurs                | Scores        | Finalistes                |
| ----- | -------- | ------------------------- | ------------- | ------------------------- |
| 1980  | I        | Espoo Poli                | pas de finale | Helsinki Majs             |
| 1981  | II       | Helsinki Majs             | 30 - 24       | Helsinki East City Giants |
| 1982  | III      | Helsinki Roosters         | 22 - 03       | Munkka Colts              |
| 1983  | IV       | Helsinki Roosters         | 28 - 17       | Espoo Poli                |
| 1984  | V        | Helsinki East City Giants | 45 - 07       | Turku Trojans             |
| 1985  | VI       | Taft Vantaa               | 28 - 17       | Espoo Poli                |
| 1986  | VII      | Helsinki Roosters         | 31 - 21       | TF Scotch Espoo           |
| 1987  | VIII     | Helsinki Roosters         | 14 - 07       | Turku Trojans             |
| 1988  | IX       | Helsinki Roosters         | 24 - 22       | Helsinki Colts            |
| 1989  | X        | Espoo Colts               | 30 - 0        | Helsinki East City Giants |
| 1990  | XI       | Helsinki Roosters         | 21 - 09       | Tampere Rocks             |
| 1991  | XII      | Helsinki East City Giants | 17 - 14       | Helsinki Roosters         |
| 1992  | XIII     | Helsinki East City Giants | 34 - 14       | Turku Trojans             |
| 1993  | XIV      | Helsinki East City Giants | 28 - 24       | Turku Trojans             |
| 1994  | XV       | Helsinki East City Giants | 24 - 07       | Turku Trojans             |
| 1995  | XVI      | Helsinki Roosters         | 36 - 14       | EGG Helsinki              |
| 1996  | XVII     | Helsinki Roosters         | 23 - 22       | EGG Helsinki              |
| 1997  | XVIII    | Helsinki Roosters         | 36 - 0        | Porvoo Butchers           |
| 1998  | XIX      | Helsinki Roosters         | 42 - 26       | Turku Trojans             |
| 1999  | XX       | Helsinki Roosters         | 35 - 14       | Turku Trojans             |
| 2000  | XXI      | Helsinki Roosters         | 25 - 17       | Seinäjoki Crocodiles      |
| 2001  | XXII     | Seinäjoki Crocodiles      | 17 - 15       | Helsinki Roosters         |
| 2002  | XXIII    | Helsinki Roosters         | 44 - 20       | Turku Trojans             |
| 2003  | XXIV     | Turku Trojans             | 21 - 16       | Helsinki Roosters         |
| 2004  | XXV      | Helsinki Roosters         | 49 - 28       | Turku Trojans             |
| 2005  | XXVI     | Porvoo Butchers           | 17 - 07       | Seinäjoki Crocodiles      |
| 2006  | XXVII    | Porvoo Butchers           | 41 - 22       | Helsinki Wolverines       |
| 2007  | XXVIII   | Porvoo Butchers           | 15 - 14       | Seinäjoki Crocodiles      |
| 2008  | XXIX     | Porvoo Butchers           | 47a.p.41      | Helsinki Roosters         |
| 2009  | XXX      | Porvoo Butchers           | 47 - 16       | Helsinki Roosters         |
| 2010  | XXXI     | Porvoo Butchers           | 30 - 17       | Seinäjoki Crocodiles      |
| 2011  | XXXII    | Helsinki Wolverines       | 30 - 27       | Seinäjoki Crocodiles      |
| 2012  | XXXII    | Helsinki Roosters         | 20 - 17       | Helsinki Wolverines       |
| 2013  | XXXIV    | Helsinki Roosters         | 52 - 31       | Helsinki Wolverines       |
| 2014  | XXXV     | Helsinki Roosters         | 21 - 07       | Turku Trojans             |
| 2015  | XXXVI    | Helsinki Roosters         | 45 - 31       | Seinäjoki Crocodiles      |
| 2016  | XXXVII   | Helsinki Roosters         | 10 - 0        | Seinäjoki Crocodiles      |
| 2017  | XXXVIII  | Helsinki Roosters         | 37 - 09       | Vaasa Royals              |
| 2018  | XXXIX    | Helsinki Roosters         | 44 - 14       | Kuopio Steelers           |
| 2019  | XL       | Helsinki Roosters         | 50 - 06       | Kuopio Steelers           |
| 2020  | XLI      | Kuopio Steelers           | 21 - 0        | Helsinki Wolverines       |
| 2021  | XLII     | Kuopio Steelers           | 14 - 0        | Helsinki Roosters         |
| 2022  | XLIII    | Kuopio Steelers           | 21 - 14       | Seinäjoki Crocodiles      |
| 2023  | XLIV     | Porvoo Butchers           | 27 - 07       | Seinäjoki Crocodiles      |
| 2024  | XLV      | Helsinki Roosters         | 49 - 14       | Seinäjoki Crocodiles      |

## Tableau d'honneur
|    | Club                      | Nombre de titres | Dernier titre | Nombre de finales perdues | Dernière défaite en finale |
| -- | ------------------------- | ---------------- | ------------- | ------------------------- | -------------------------- |
| 1  | Helsinki Roosters         | 23               | 2024          | 6                         | 2021                       |
| 2  | Porvoo Butchers           | 7                | 2023          | 1                         | 1997                       |
| 3  | Helsinki East City Giants | 5                | 1994          | 2                         | 1989                       |
| 4  | Kuopio Steelers           | 3                | 2022          | 2                         | 2019                       |
| 5  | Turku Trojans             | 1                | 2003          | 10                        | 2014                       |
| 6  | Seinäjoki Crocodiles      | 1                | 2001          | 10                        | 2024                       |
| 7  | Helsinki Wolverines       | 1                | 2011          | 3                         | 2020                       |
| 8  | Espoo Poli                | 1                | 1980          | 2                         | 1985                       |
| 9  | Helsinki Majs             | 1                | 1981          | 1                         | 1980                       |
| 10 | Espoo Colts               | 1                | 1989          | 0                         |                            |
| 10 | Taft Vantaa               | 1                | 1985          | 0                         |                            |